# Yapikro
Yapikro est une localité rurale au centre de la Côte d'Ivoire dans la région de Gbêke.  La localité de Yapikro est administrativement rattachée au département de Bouaké.